# 全微分方程
全微分方程是常微分方程的一种，它在物理学和工程学中广泛使用。

## 定义
给定R2的一个单连通的开子集D和两个在D内连续的函数I和J，那么以下形式的一阶常微分方程
{\displaystyle I(x,y)\,\mathrm {d} x+J(x,y)\,\mathrm {d} y=0,\,\!}
称为全微分方程，当且仅当存在一个连续可微的函数F，称为势函数，使得
{\displaystyle {\frac {\partial F}{\partial x}}(x,y)=I}
以及
{\displaystyle {\frac {\partial F}{\partial y}}(x,y)=J.}
“全微分方程”的命名指的是函数的全导数。对于函数{\displaystyle F(x_{0},x_{1},...,x_{n-1},x_{n})}，全导数为：
{\displaystyle {\frac {\mathrm {d} F}{\mathrm {d} x_{0}}}={\frac {\partial F}{\partial x_{0}}}+\sum _{i=1}^{n}{\frac {\partial F}{\partial x_{i}}}{\frac {\mathrm {d} x_{i}}{\mathrm {d} x_{0}}}.}

### 例子
函数
{\displaystyle F(x,y):={\frac {1}{2}}(x^{2}+y^{2})}
是以下全微分方程的势函数。
{\displaystyle xx'+yy'=0.\,}

## 势函数的存在
在物理学的应用中，I和J通常不仅是连续的，也是连续可微的。施瓦茨定理（也称为克莱罗定理）提供了势函数存在的一个必要条件。对于定义在单连通集合上的微分方程，这个条件也是充分的，我们便得出以下的定理：
给定以下形式的微分方程：
{\displaystyle I(x,y)\,dx+J(x,y)\,dy=0,\,\!}
其中I和J在R2的单连通开子集D上是连续可微的，那么势函数F存在，当且仅当下式成立：
{\displaystyle {\frac {\partial I}{\partial y}}(x,y)={\frac {\partial J}{\partial x}}(x,y).}

## 全微分方程的解
给定一个定义在R2的单连通开子集D上的全微分方程，其势函数为F，那么D内的可微函数f是微分方程的解，当且仅当存在实数c，使得
{\displaystyle F(x,f(x))=c.\,}
对于初值问题
{\displaystyle y(x_{0})=y_{0}\,}
我们可以用以下公式来寻找一个势函数：
{\displaystyle F(x,y)=\int _{x_{0}}^{x}I(t,y_{0})dt+\int _{y_{0}}^{y}J(x,t)dt.}
解方程
{\displaystyle F(x,y)=c\,}
其中c是实数，我们便可以构造出所有的解。